# Casa Nedelkovich din Timișoara
Casa Nedelkovich este una dintre cele mai vechi case din Timișoara, apărând pe planurile orașului încă din 1734. Situată pe str. Vasile Alecsandri, nr. 3, este declarată monument istoric, având codul LMI TM-II-m-B-06119.

## Istoric
Între 1734–1740 pe planurile orașului apare o clădire cu fațada aliniată pe actualul front stradal. În 1752 proprietarul său era hornarul Peter Anton Delpondio. În 1828 casa aparținea lui Netsa Nedelkovich (Nedelkovits), nume sub care este cunoscută astăzi.

## Descriere
În 1828 casa figura ca având 120 de stânjeni pătrați (c. 430 m2).
Aspectul actual al clădirii datează din a doua jumătate a secolului al XIX-lea. Fațada este fără elemente stilistice pregnante. Etajele I și II sunt decorate cu pilaștri dorici simpli (lisene) pe două niveluri. Fațada a pierdut cea mai mare parte a decorațiilor. Canaturile din lemn masiv ale porții sunt decorate cu arcuri frânte neogotice.

## Amenajări recente
În podul clădirii sunt birourile unei firme. Amenajarea interioară a podului, făcută de Ștefania Țiplea, a pornit de la stâlpii și grinzile de lemn excelent conservate. A rezultat un spațiu asemănător cu cel din multe clădiri britanice. La parter se află spații comerciale.
Fațada clădirii a fost reabilitată în 2019.